# Adlerbrücke (Sofia)

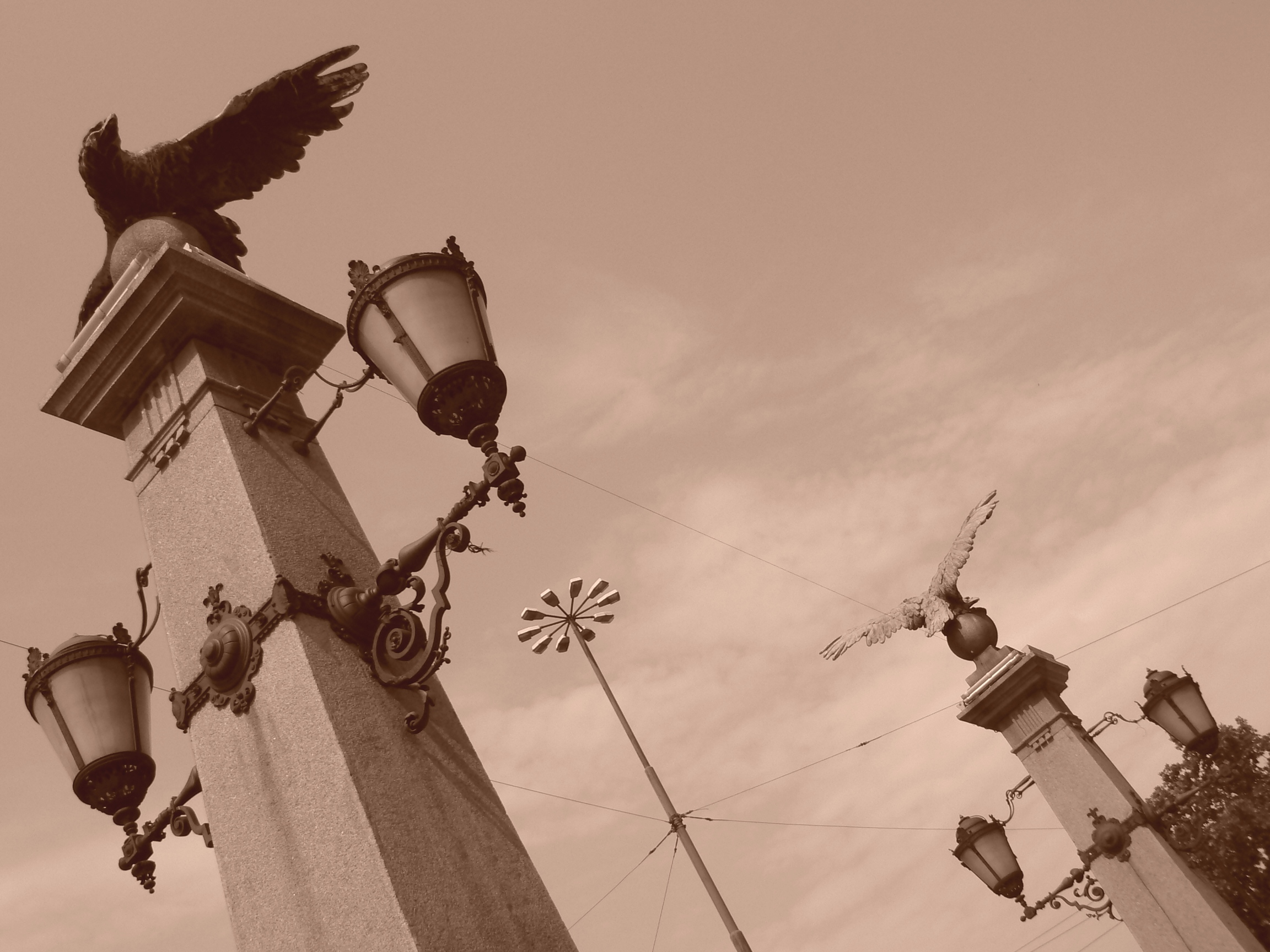
Die Adler von der Fahrbahn aus gesehen

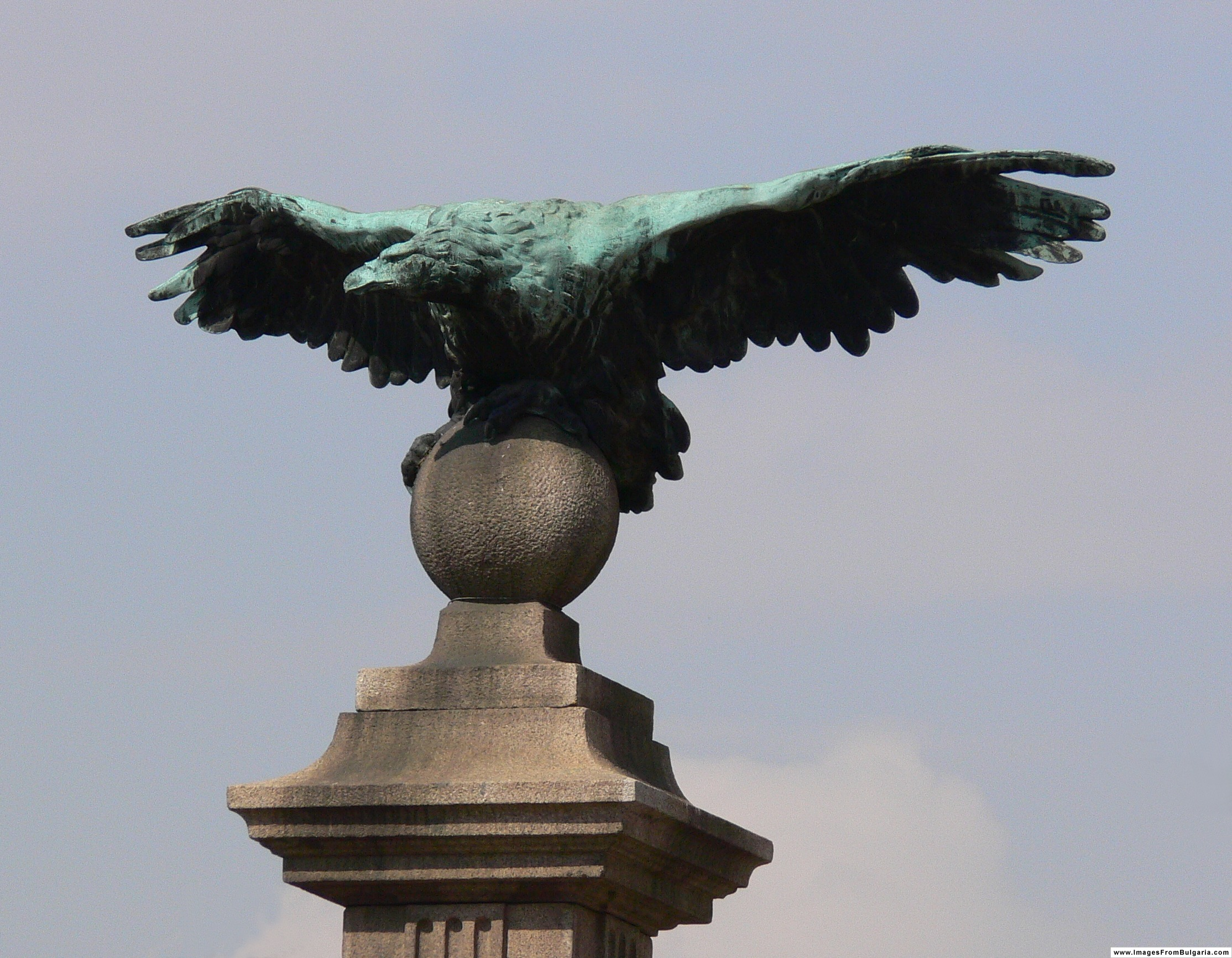
Einer der vier Bronzeadler auf der Adlerbrücke

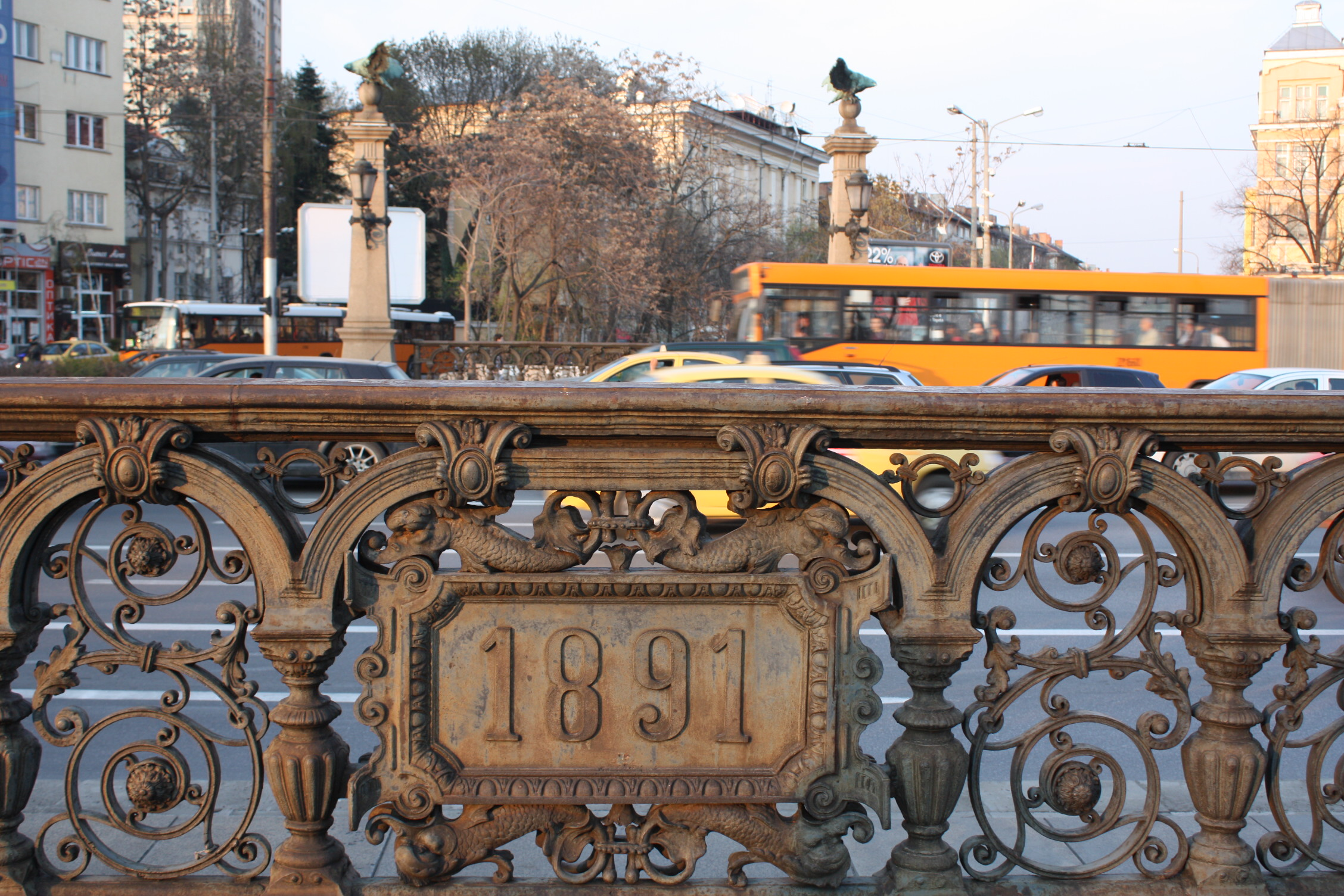
Am Eisengeländer der Brücke ist das Fertigstellungsdatum 1891 eingelassen

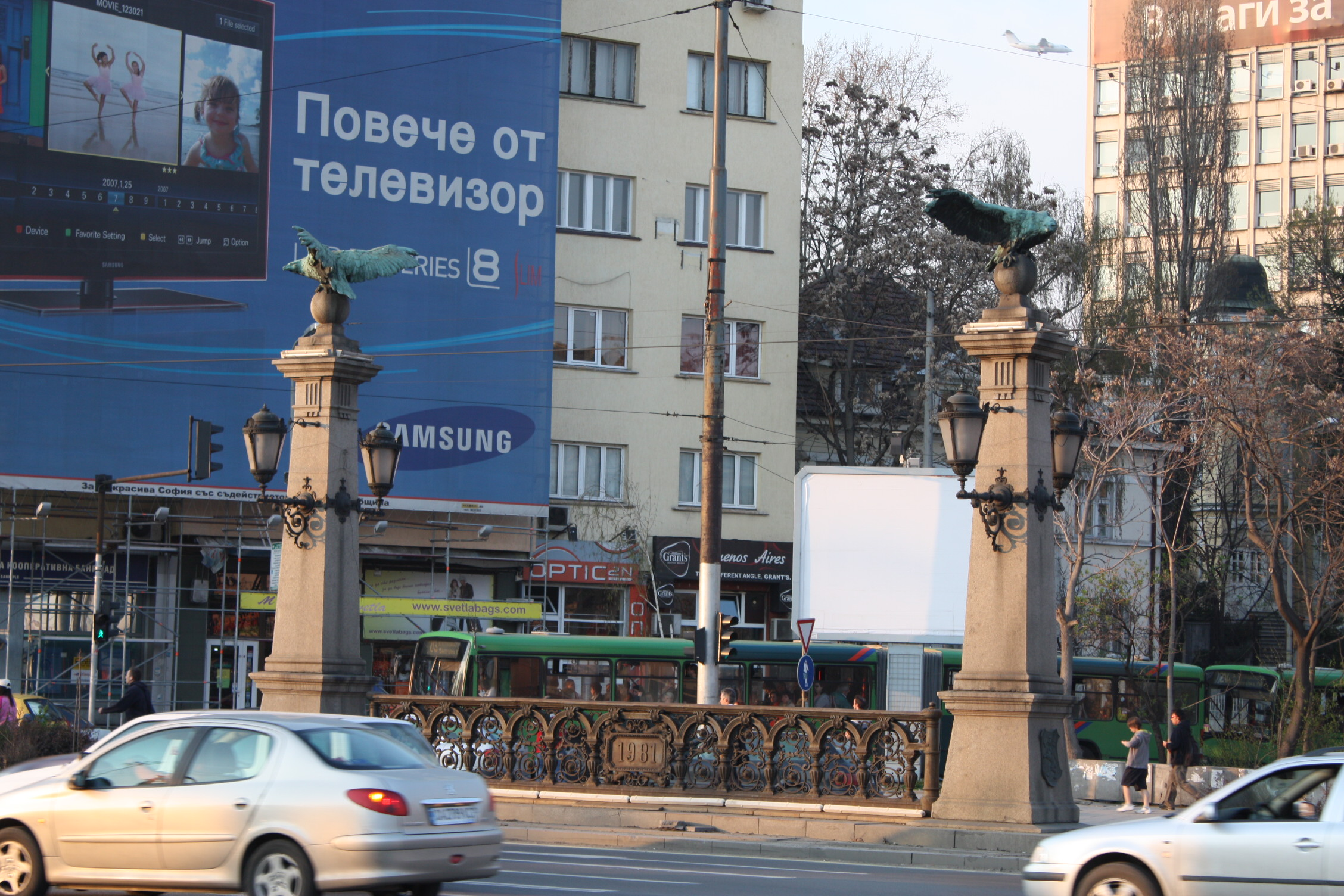
Das Geländer auf der Nordostseite trägt jedoch die Jahreszahl 1981. Die Brücke war 1981 zur 1300-Jahr-Feier Bulgariens generalüberholt worden

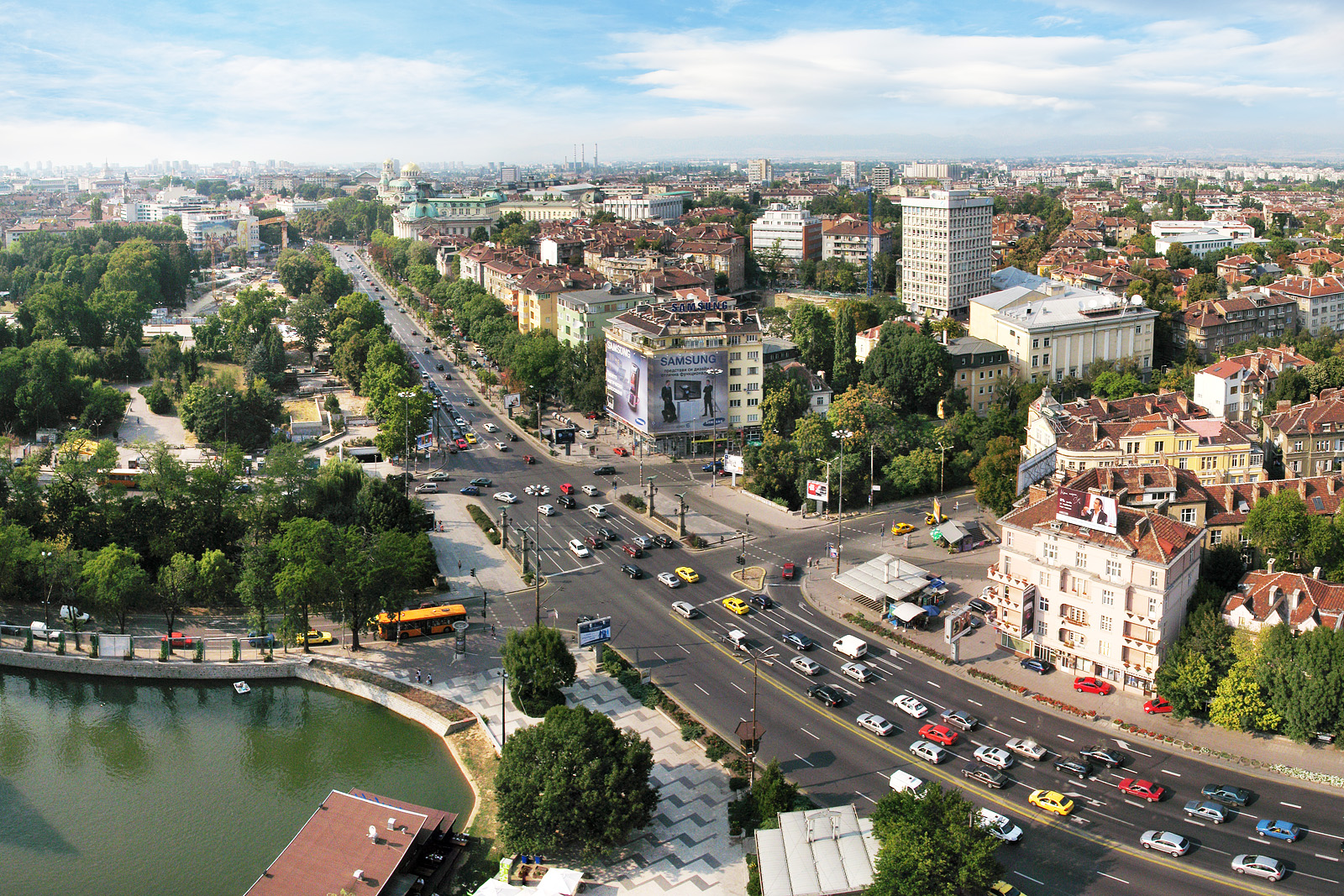
Die Adlerbrücke aus der Vogelperspektive: der Boulevard Zarigradsko schose führt von rechts vorne nach links hinten ins Stadtzentrum; links vorne ein Teil des Arianasees

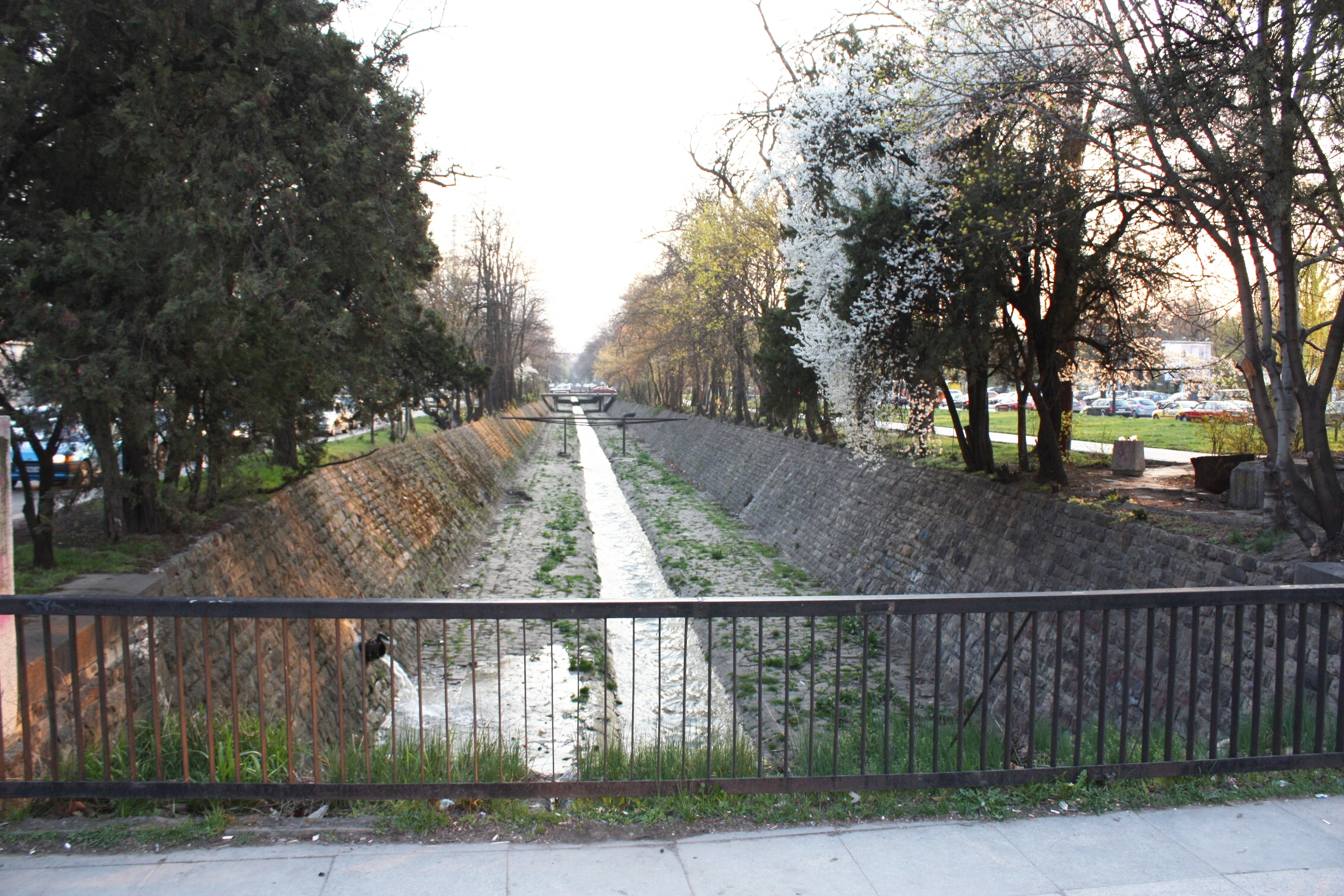
Blick über das Brückengeländer auf das Flüsschen Perlowska reka

Die Adlerbrücke (bulgarisch Орлов мост/Orlow most) ist eine Bogenbrücke im Zentrum der bulgarischen Hauptstadt Sofia. Sie wurde von 1889 bis 1891 gebaut. Namensgebend für die Brücke waren die vier Bronzeadler (bulg. орел/orel für dt.: Adler) an den vier Ecken der Brücke. Zur Zeit ihrer Erbauung 1891 stand die Adlerbrücke am Stadtrand, heute dagegen liegt sie im Zentrum von Sofia. An der Adlerbrücke beginnt der größte Park Sofias, der Borisowa gradina.
Die Brücke überquert das kleine Flüsschen Perlowska reka, das Zur Zeit der Fertigstellung der Brücke 1891 die östliche Stadtgrenze von Sofia markierte. Vorher stand an dieser Stelle eine alte Holzbrücke. Das kaum zwei Meter breite Flüsschen ist heute in einem künstlichen Betonbett kanalisiert – ganz ähnlich dem Wienfluss in Wien.
Heute ist die Brücke eine der bekanntesten Brücken Bulgariens. Die Adlerbrücke ist neben der Löwenbrücke die bekannteste und älteste erhaltene Brücke in Sofia. Die Brücke bildet das Zentrum einer der belebtesten Straßenkreuzungen und Verkehrsknotenpunkte von Sofia. Der Platz, auf dem sich die Adlerbrücke befindet, wird offiziell auch als Platz Adlerbrücke (bulg. площад орлов мост/ploschtad Orlow most) bezeichnet.
Die Brücke liegt unmittelbar an der Nordecke des Parks Borisowa gradina, in der Nähe des Arianasees, des Wassil-Lewski-Nationalstadions, des Denkmals der Sowjetarmee und des Hauptgebäudes der Universität Sofia.

## Beschreibung
Die Adlerbrücke ist eine breite, massive Steinbrücke mit einem Bogen. Ihre Spannweite beträgt 15,8 m.
Auf beiden Seiten der Brücke befindet sich jeweils ein reich verziertes, 10 m langes Gusseisengeländer, das auch das Fertigstellungsjahr 1891 trägt.
Die Enden der Geländer sind von ca. 7 m hohen Steinsäulen flankiert. Diese vier viereckigen Steinsäulen (Obelisken mit je zwei montierten Straßenlaternen) aus gehauenem Granit, mit klassischer geometrischer Verzierung und Ornamenten, enden in einem Gesims, das mit einer Steinkugel gekrönt ist. Auf der Steinkugel thront je ein Bronzeadler mit ausgebreiteten Schwingen. Die vier identischen Adler (zwei sind spiegelsymmetrisch zu den anderen beiden) blicken jeweils in Fahrtrichtung der Brückenfahrbahn von der Brücke weg. Ihr Kopf und ihr Blick ist leicht nach unten und zur Brückenseite geneigt. Deshalb wirken sie trotz ihrer ausgebreiteten Schwingen nicht wie Adler, die sich gerade in die Lüfte erheben wollen, sondern als ob sie gerade gelandet sind und die über die Brücke führende Straße mit aufmerksamem, seitlich zur Fahrbahn gewendetem Blick argwöhnisch beobachten und bewachen.
Im unteren Teil der Granitsäulen ist eine Plaquette mit dem bulgarischen Wappen – einem nach links schreitenden Löwen – eingelassen.
Die Brücke wurde mehrmals – mindestens dreimal – verbreitert, wie auf zahlreichen Fotos zu erkennen ist. Bei ihrer Erbauung befand sich der Bürgersteig, zusammen mit der Fahrbahn, ursprünglich zwischen den beiden gusseisernen, mit einem Gitterornament verzierten Brückengeländern von ca. 10 m Länge. Später wurde der Bürgersteig nach außerhalb des historischen Brückengeländers verlegt und zwischen dem historischen Brückengeländern verlief nur noch die Fahrbahn. Für die seitliche Brückenbegrenzung der Bürgersteige zum Brückenrand hin, wurde ein weiteres ähnliches Brückengeländer angebracht. Wiederum später wurde die nördliche Seite der Brücke angebaut und eine zusätzliche Fahrbahn für die Straßenbahnlinie geschaffen, die aus der Straße Zar Iwan Assen II. kommend, über die Brücke, Richtung Universität verlief. Bereits sehr früh gab es eine Straßenbahnlinie (Nr. 15 und 16), die vom Stadtzentrum bis kurz vor die Adlerbrücke fuhr. 1970 wurde der Boulevard Zarigradsko schose verbreitert und in diesem Zusammenhang wurde die Brücke verbreitert, indem das nördliche Brückengeländer versetzt wurde. Außerdem wurde der Fußgängertunnel unter der Zarigradsko schose gebaut (auf der Südostseite der Brücke). Die Adlerbrücke wurde erneut 1991 umgestaltet. Unter anderem wurden dabei oder etwas später die Straßenbahnschienen entfernt, ebenso in der Straße Zar Assen Iwan II. und auf dem Boulevard Zars Oswoboditel bis zur Universität.
Gegenwärtig haben die beiden historischen Brückengeländer einen Abstand von ca. 30 m voneinander. Zwischen ihnen verlaufen vier Fahrspuren Stadteinwärts und drei Fahrspuren stadtauswärts. Am Nordende der Brücke verläuft noch eine weitere Fahrbahn, dort waren früher die Straßenbahnschienen verlegt, die aus der Straße Zar Oswovboditel kommt. Das seitliche Geländer des Bürgersteigs, zum Fluss hin, ist jetzt auf beiden Seiten in einer ganz einfachen und billigen Ausführung.
An der Adlerbrücke kreuzen sich der Boulevard Ewlogi und Christo Georgiewi (бул. Евлоги и Христо Георгиеви), der zu beiden Seiten der Perlowska reka verläuft, und der Boulevard Zarigradsko schose (von Osten kommend), der dann nach Westen ins Stadtzentrum führt und den Namen Boulevard Zar Oswoboditel trägt. Wegen des zu beiden Seiten der Perlowska reka verlaufenden Boulevards Ewlogi und Christo Georgiewi ist die Kreuzung als Doppelkreuzung angelegt, wobei sich die eigentliche Adlerbrücke zwischen beiden Kreuzungen befindet.
An der Brückenkreuzung mündet ebenfalls die kleine Nebenstraße Zar Iwan Assen II. Wenn man von Südosten kommend über den als Schnellstraße angelegten Boulevard Zarigradsko schose in das Sofioter Stadtzentrum fährt, dann ist die Adlerbrücke die erste Straßenkreuzung, über die man in das eigentliche Stadtzentrum fährt.
Den ganzen Tag lang staut sich der Verkehr auf der Brückenkreuzung, da die bevölkerungsreichen Wohnviertel der Trabantenstädte (u. a. Mladost 1 bis 4) im Osten von Sofia liegen und hauptsächlich über die Adlerbrücke und den dahinterliegenden Boulevard Zarigradsko schose zu erreichen sind. Deshalb führen 14 Buslinien über die Adlerbrücke. Eine sehr belebte Umsteigehaltestelle liegt unmittelbar hinter der Brücke an der Zarigradsko schose. Auch der Flughafen Sofia, der östlich des Stadtzentrums liegt, ist über die Adlerbrücke zu erreichen. Ebenso führt über diese Brücke der Fernverkehr in die östlich gelegenen Städte des Landes – Plowdiw liegt 150 km östlich. Über die Adlerbrücke und die Zarigradsko schose führt der Weg auf die Autobahn A1 Trakija, die Sofia mit der Schwarzmeerstadt Burgas verbindet.
Der Fluss biegt 30 m hinter der Nordostseite der Brücke um 30° nach rechts ab.

## Geschichte
Sofia war 1879 zur Hauptstadt des Fürstentums Bulgarien erklärt worden. In den Folgejahren wurde mit dem Bau zahlreicher repräsentativer Bauwerke, unter anderem der Adlerbrücke, begonnen, um hinsichtlich des Stadtbildes zu Europas Metropolen aufzuschließen. Der Sofioter Stadtrat beschloss 1888 den Bau der Brücke als symbolischen östlichen Eingang zur neuen bulgarischen Hauptstadt. An dieser Stelle hatte bis dahin nur eine alte Holzbrücke gestanden, die die östliche Grenze von Sofia markierte. Dort begann die Landstraße nach Konstantinopel (heute Istanbul), in Bulgarien Zarigrad genannt – die Stadt der Zaren – der oströmischen Kaiser und osmanischen Sultane.
Mangels ausreichend ausgebildeter bulgarischer Fachleute, verpflichtete der Stadtrat, wie bei vielen anderen Bauprojekten Ende des 19. Jahrhunderts in Sofia, geeignete Ausländer für die Erfüllung dieser Aufgabe. In diesem Fall wurden die Tschechen Antonín Kolář (Chefarchitekt von Sofia; † 1905) und Václav Prošek, ein Ingenieur und gleichzeitig Miteigentümer der nahgelegenen Brauerei Prošek, mit dem Entwurf der Brücke betraut. Gebaut wurde die Brücke dann von Architekt Václav Prošek, sowie seinem Bruder Josef Prošek und seinen Cousins Bogdan Prošek und Jiří Prošek, der Ingenieur war. Václav Prošek hatte bereits 1889 die ähnliche Löwenbrücke (gebaut 1888 bis 1891) entworfen und gebaut. Der Bau der Adlerbrücke (gebaut 1889 bis 1891) war 1891 fertig, im gleichen Jahr, wie die Fertigstellung der fast baugleichen Löwenbrücke.
Der Entwurf und die Ausarbeitung aller Metallelemente für die Adlerbrücke – der vier Bronzeadler und der Eisengeländer – wurden von der Wiener Firma Rudolph Philipp Waagner (nunmehr Waagner-Biro) ausgeführt. Die Arbeiten dieser Firma zieren auch andere Architekturdenkmäler in Sofia, wie beispielsweise das Lewski-Denkmal, das ebenfalls von Antonín Kolář und Prošek entworfen wurde, die Löwenbrücke, die Umzäunung des Stadtgartens Sofia, den Zarenpalast, der heute die Nationale Kunstgalerie und das Ethnografische Museum beherbergt. Ebenso hat die Firma Waagner auch das Denkmal der Freiheit in der zentralbulgarischen Stadt Sewliewo errichtet. Die Firma hatte 1898 bereits die bulgarisch-orthodoxe „Eiserne Kirche“ Sankt Stefan für Istanbul gebaut.
Die Adler stehen als Symbol der Freiheit für die verbannten Märtyrer. Die Adlerbrücke wurde als Symbol der Freiheit errichtet, da die Sofioter an dieser Stelle im März 1878 (der Frieden von San Stefano war am 3. März 1878 geschlossen worden), gleich nach der Befreiung Bulgariens 1878, die aus Diyarbakır in Kleinasien zurückgekehrten verbannten Revolutionäre des Befreiungskampfes willkommen geheißen haben. Diese freigelassenen Gefangenen des nationalen Widerstandes – unter anderem des Aprilaufstandes von 1876 – hatten sich gegen die Unterdrückung der Bulgaren im Osmanischen Reich erhoben. Die zurückgekehrten überlebenden bulgarischen Freiheitskämpfer wurden von den Sofiotern an der Stelle der heutigen Adlerbrücke, der östlichen Sofioter Stadtgrenze an der Chaussee nach Istanbul (bulg. Zarigrad; deshalb auch Boulevard zarigradsko schose), feierlich mit Brot und Salz begrüßt, bevor sie auf dem Platz Kafene baschi (heute Slawejkow Platz) wie siegreiche Helden gefeiert wurden. Auch der russische Gouverneur der provisorischen russischen Zivilverwaltung von Sofia (1878–1879) Pjotr Alabin (russ. Пётр Владимирович Алабин; bulg. Пьотър Владимирович Алабин) war bei diesem Empfang dabei.
Die Adlerbrücke und die Löwenbrücke weisen zahlreiche Übereinstimmungen auf:
- ihr Bau wurde 1891 fertiggestellt
- sie wurden vom tschechischen Ingenieur Václav Prošek projektiert. Einige Quellen schreiben jedoch die Planung der Löwenbrücke dem tschechischen Architekten Antonín Kolář zu, der zu dieser Zeit Angestellter der Gemeinde Sofia war.
- sie überbrücken die beiden größten Flüsse der Stadt Sofia und der Sofiaebene.

Nach ihrer Fertigstellung Ende des 19. Jahrhunderts standen beide Brücken einsam an der Stadtgrenze: die Adlerbrücke an der östlichen und die Löwenbrücke an der nördlichen Stadtgrenze von Sofia. Die Stadtväter wollten Sofia in kultureller Hinsicht mit dem Bau der Brücken und mit zahlreichen anderen repräsentativen Neubauten jener Zeit auf europäisches Niveau heben.
Zu ihrer Zeit waren die Bronzeadler (respektive die Bronzelöwen der Löwenbrücke) eine Sensation in Sofia und zogen lange Zeit die öffentliche Aufmerksamkeit auf sich. Die Gemüter erregten sich jedoch an den Baukosten für die beiden Brücken, da sie für überflüssigen Luxus gehalten wurden. Der Bau der Adlerbrücke kostete 80.000 Goldlewa, während die Löwenbrücke 260.000 Goldlewa kostete. Früher unternahmen die Sofioter ihre regelmäßigen Spaziergänge entlang des Boulevards Zar Oswoboditel bis zur Adlerbrücke und eventuell noch weiter in den Park Borisowa gradina.
1970 wurde im Rahmen der Verbreiterung des Boulevard Zarigradsko Chaussee (damals hieß er Boulevard Lenin) auch die Brücke verbreitert, indem die Nordseite der Brücke verlegt wurde.
Eine der Brückensäulen mit einem Adler ist auf der Rückseite des bulgarischen 20-Lewa-Scheins (Ausgabejahr 1999 und 2007) abgebildet.